# 센나 (식물)
센나는 콩과의 화초이다. 그것은 약초에 사용된다.
센나는 높이가 0.5~1m인 관목이다. 줄기는 옅은 녹색이고 4~5쌍의 잎이 있다. 잎은 복잡하고 깃털이 있으며 서로 쌍을 이룬다. 꽃은 크기가 크며 갈색을 띤 황색이다. 협과 열매는 넓은 직사각형이고 평평하며 뿔과 6개의 씨앗이 들어있다.